# Margival
Margival település Franciaországban, Aisne megyében. Lakosainak száma 369 fő (2022. január 1.). Margival Crouy, Laffaux, Nanteuil-la-Fosse, Neuville-sur-Margival, Terny-Sorny, Vregny és Vuillery községekkel határos.

## Népesség
A település népességének változása:
| Lakosok száma | 258  | 321  | 321  | 323  | 369  | 377  | 370  | 365  | 366  | 369  |
|               | 1968 | 1982 | 1990 | 2006 | 2013 | 2015 | 2017 | 2019 | 2020 | 2022 |